# CFR Buzău
CFR Buzău a fost un club profesionist de fotbal apărut de după cel de Al Doilea Război Mondial. 

## Campionatul României
În sezonul fotbalistic 1947-48 are loc a XI-a ediție a competiției numită Divizia B, echipa buzoiană aflându-se în Seria I.
CFR Buzău a terminat campionatul strângând 28 de puncte în urma a 11 victorii, 6 egaluri și 13 înfrângeri și s-a situat pe locul al 10-lea. 
CFR nu retrogradează în Divizia C însă sezonul următor 1948-1949 îl începe în divizia B, în cadrul Seriei a III-a. La sfârșitul stagiunii CFR se afla pe locul (4 din 14 echipe),acumulând 16 puncte.

## Cupa României
Ediția 1947-1948 a fost a 11-a ediție a Cupei României la fotbal. După patru ani de ediții nedisputate din cauza Războiului Mondial, competiția s-a reluat la 12 septembrie 1947, sub o nouă denumire: Cupa Republicii Populare Române. Finala a avut loc în august 1948, ca un preambul al sezonului 1948-1949 din Divizia A.
CFR este cel de al doilea club ce a reprezentat orașul Buzău în Cupa României după Avântul.Din păcate,așa cum Avântul a părăsit competiția în faza Șaisprezecimilor, așa s-a întamplat și cu CFR Buzău.
La data de 17 martie 1948 CFR a primit vizita echipei de primă divizie, ASA București (Steaua București de mai târziu).Meciul s-a încheiat cu scorul de 4-2 în favoarea bucureștenilor deși ceferiștii buzoieni a condus cu 2-0.